# Inés Fernández-Ordóñez
Inés Fernández-Ordóñez (* 17. Dezember 1961 in Madrid) ist die erste Philologin, die einen Sitz in der Real Academia Española (RAE, „Königlich Spanische Akademie [für Sprache]“) erhielt. Sie wurde 2011 in die RAE berufen.

## Biografie
Inés Fernández-Ordóñez Hernández stammt aus einer Familie von Politikern und Ingenieuren. Sie ist Tochter von José Antonio Fernández-Ordóñez, Ingenieur und Präsident des Patronato del Museo del Prado, der im Jahr 2000 starb. Des Weiteren ist sie die Nichte des Politikers Francisco Fernández-Ordóñez und des Ökonomen Miguel Ángel Fernández-Ordóñez.
Sie studierte an der Universität Madrid und an anderen europäischen Universitäten (Bielefeld, París, Cambridge).
Inés Fernández-Ordóñez ist heute Professorin an der Autonomen Universität Madrid.

## Spezialgebiete
Die Philologin ist spezialisiert auf mittelalterliche Texte. Sie gilt als Autorität hinsichtlich des Werks des spanischen Königs Alfonso X. Des Weiteren ist sie Expertin in Dialektologie.

## Forschung
Seit 1990 arbeitet sie an dem Projekt COSER (= Corpus Oral y Sonoro del Español Rural = Corpus der ländlichen Sprache Spaniens), einer linguistischen Landkarte Spaniens, in der sie die Besonderheiten und Nuancen im Dialekt eines jeden spanischen Dorfes wiedergibt.

## RAE
Ines Fernández Ordonez wurde bereits 2008 für die RAE nominiert, hat aber ihren Platz offiziell erst 2011 antreten können. Sie ist das jüngste Mitglied der RAE, bei der sie den Sitz mit dem Buchstaben "P" innehat.